# Elena Kazimirtchak-Polonskaïa
Pour les articles homonymes, voir Polonskaïa.
Elena Ivanovna Kazimirtchak-Polonskaïa (en russe : Елена Ивановна Казимирчак-Полонская), née le 21 novembre 1902 à Selets (gouvernement de Volhynie, Empire russe) et morte le 30 août 1992 à Saint-Pétersbourg, est une astronome ukrainienne.

## Travaux
On lui doit une étude systématique des perturbations subies par les météores : une étude poussée des Léonides permit de valider scientifiquement l’influence des planètes géantes, dont notamment Jupiter et Saturne.
Elle s’intéressa également aux perturbations gravitationnelles subies par les comètes, et démontra que les deux comètes 42P/Neujmin 3 et 53P/Van Biesbroeck étaient deux fragments d’un même corps qui s’était brisé en passant à moins de 0,12 UA de Jupiter en 1850.

## Honneurs et récompenses
L'astéroïde (2006) Polonskaïa est nommé en son honneur.